# Strathclyde-i királyság

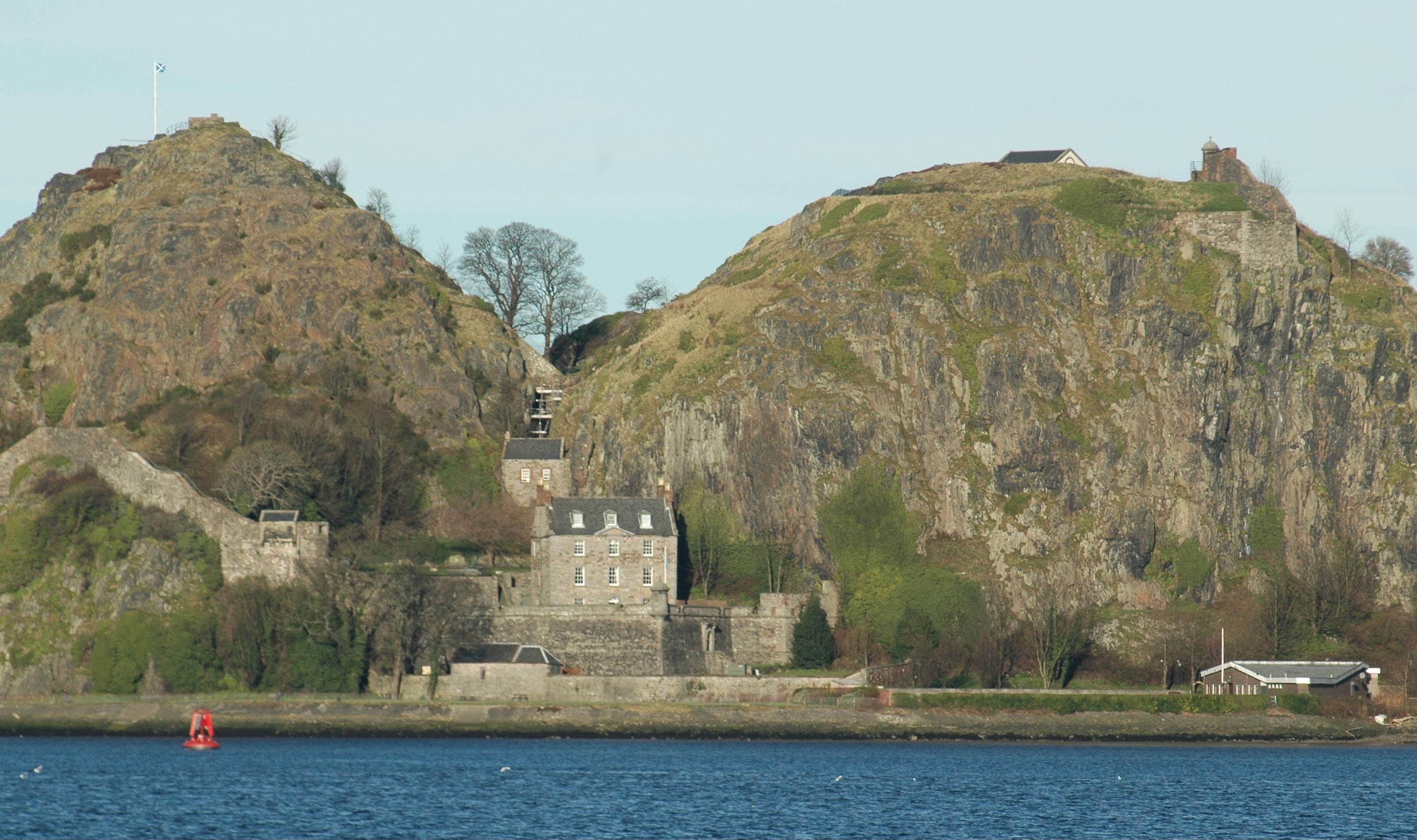
Kilátás Dumbarton Rocktól északra, Alt Clut vára a jobb oldali dombon volt.

Strathclyde (gael Srath Chluaidh), vagy Alt Clut a britonok egyik királysága volt a középkorban a mai Skócia déli részében, Galloway szomszédságában. Fővárosa, legalábbis az 5. századtól a 9. századig a mai Dumbarton Castle volt, ahol Nagy-Britannia legősibb erődítménye állt. A királyságot a Ptolemaiosz Geographia című művében említett Damnonii nevű briton törzs alapíthatta.